# Summerhill, Irland
Summerhill är en ort i republiken Irland.   Den ligger i grevskapet An Mhí och provinsen Leinster, i den nordöstra delen av landet, 40 km väster om huvudstaden Dublin. Summerhill ligger 81 meter över havet och antalet invånare är 832.
Terrängen runt Summerhill är platt. Runt Summerhill är det ganska glesbefolkat, med 34 invånare per kvadratkilometer. Närmaste större samhälle är Navan, 19,9 km norr om Summerhill. Trakten runt Summerhill består i huvudsak av gräsmarker.